# Parkinsonia
- Commons
- Wikispecies

Parkinsonia L. é um género botânico pertencente à família Fabaceae.

## Espécies
- Parkinsonia aculeata L.
- Parkinsonia florida (Benth. ex A. Gray) S. Watson
- Parkinsonia microphylla Torr.
- Parkinsonia texana (A. Gray) S. Watson
- «Lista completa»

## Classificação do gênero
| Sistema | Classificação                     | Referência               |
| ------- | --------------------------------- | ------------------------ |
| Linné   | Classe Decandria, ordem Monogynia | Species plantarum (1753) |